# Acanthinus spectans
Acanthinus spectans is een keversoort uit de familie snoerhalskevers (Anthicidae). De wetenschappelijke naam van de soort is voor het eerst geldig gepubliceerd in 1904 door Casey.